# Charles de Bovelles
Charles de Bovelles, latiniserat Carolus Bovillus, född 1479 och död 1566, var en fransk filosof och matematiker.

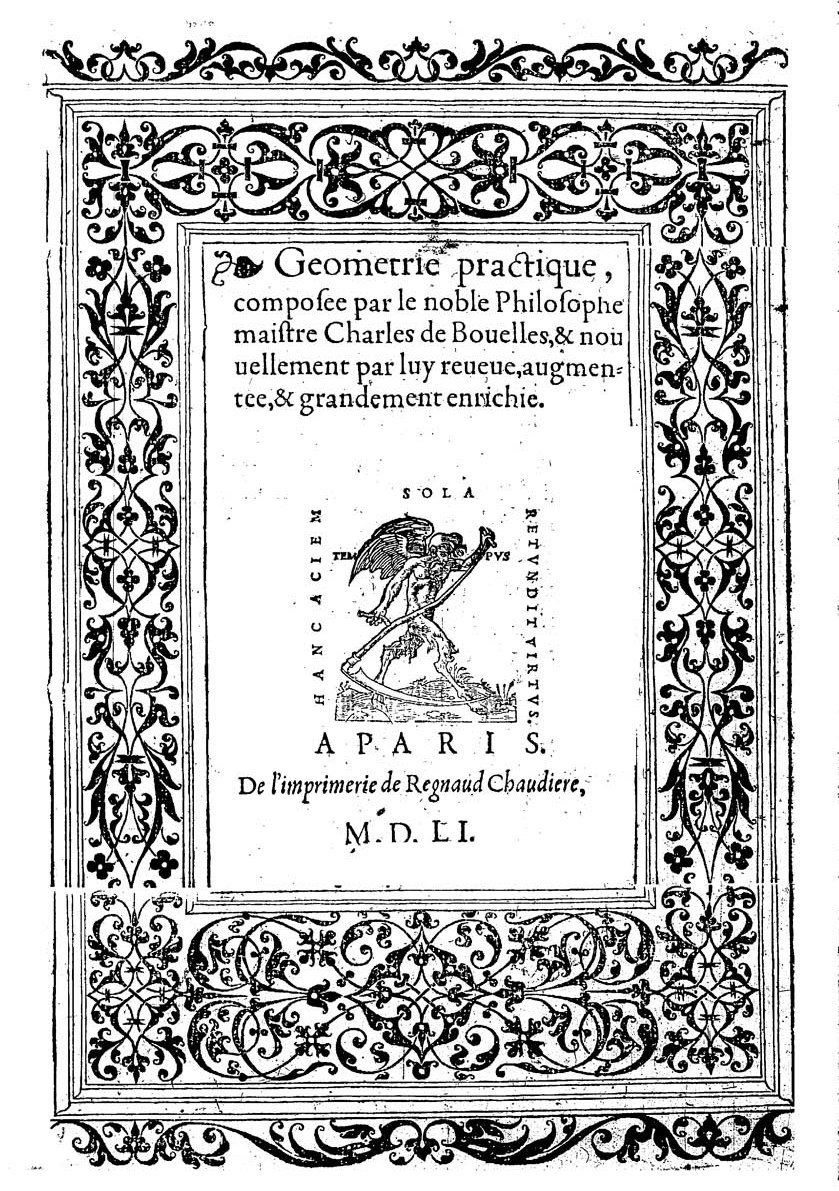
Geometrie practique, 1551

Han var lärjunge till Jacob Faber Stapulensis och genom denne påverkad av Nicolaus Cusanus. Som logiker sökte Bovelles också att sammanjämka den aristoteliska logiken med Cusanus lära om motsatsernas sammanfallande. Inom naturfilosofin förebådade han renässansens idéer. Bland hans skrifter märks De intellectu, Ars oppositorum, samt De nihilo (alla 1510).